# Phorotrophus maculiceps
Phorotrophus maculiceps là một loài tò vò trong họ Ichneumonidae.